# Alice du Royaume-Uni
Pour les articles homonymes, voir Alice du Royaume-Uni (homonymie).
Titre
Grande-duchesse de Hesse et du Rhin
13 juin 1877 – 14 décembre 1878
(1 an, 6 mois et 1 jour)
Signature
Alice du Royaume-Uni, princesse du Royaume-Uni (née le 25 avril 1843 au palais de Buckingham à Londres et morte à Darmstadt le 14 décembre 1878) est un membre de la famille royale britannique, devenue par mariage grande-duchesse de Hesse et du Rhin.

## Biographie

### Naissance et famille

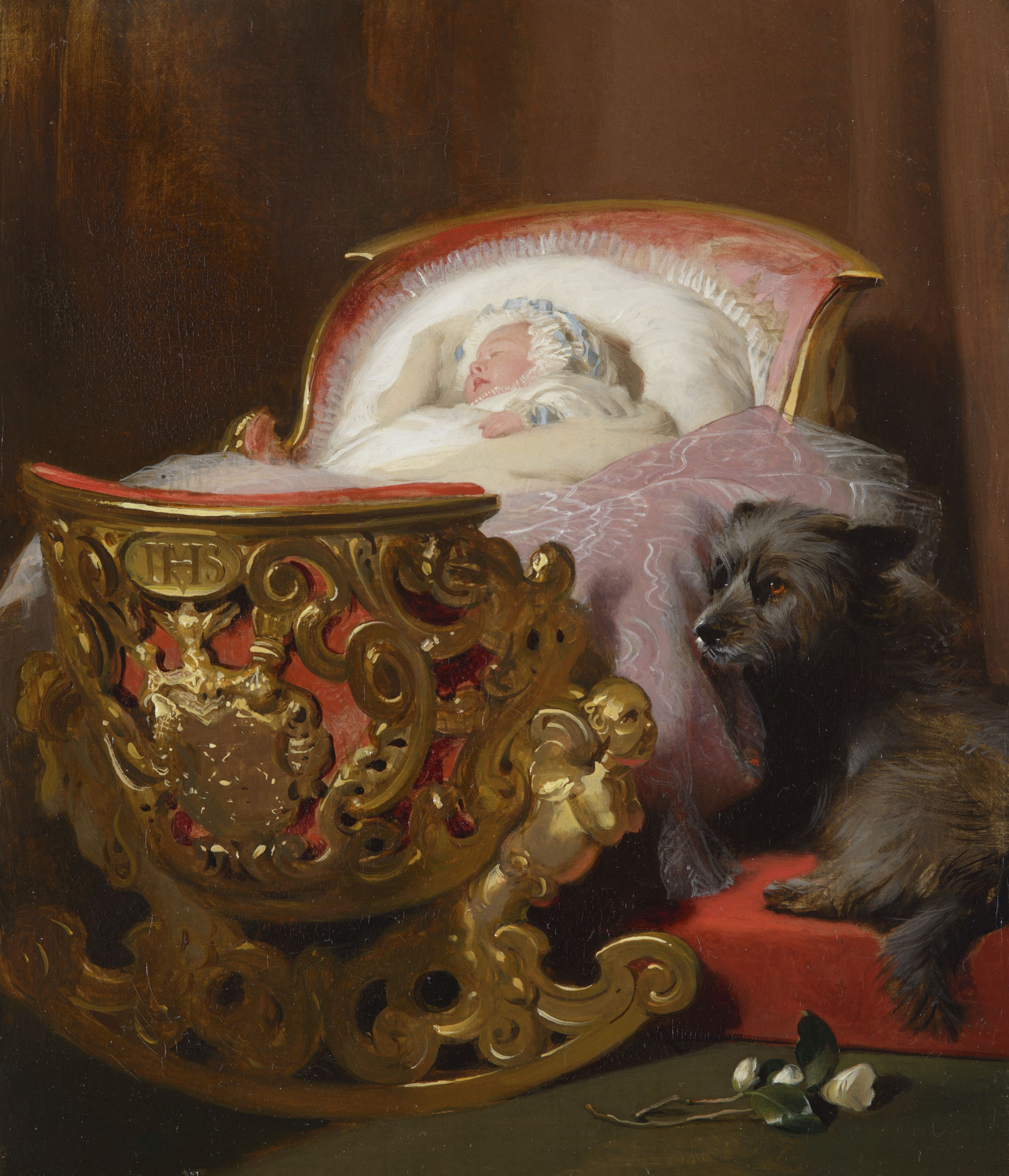
La princesse Alice en 1843.

Alice est née le 25 avril 1843 au palais de Buckingham. Elle est le troisième enfant et la deuxième fille de la reine Victoria du Royaume-Uni et du prince consort Albert de Saxe-Cobourg-Gotha. Elle est la sœur cadette de la princesse royale Victoria et du roi Édouard VII, et la sœur aînée des princes et princesses Alfred, Helena, Louise, Arthur, Léopold et Béatrice. Son sexe est accueilli par des sentiments mitigés de la part du public, et même le Conseil privé envoie un message à Albert lui exprimant ses "félicitations et condoléances" pour la naissance d'une deuxième fille. Elle est baptisée sous le nom d'Alice Maud Mary en la chapelle privée du palais de Buckingham par l'archevêque de Canterbury William Howley le 2 juin 1843. Ses parrains sont son grand-oncle Ernest-Auguste Ier de Hanovre et son oncle Ernest de Saxe-Cobourg-Gotha, et ses marraines sont sa tante Théodora de Leiningen et sa cousine au troisième degré Sophie de Gloucester. Elle est nommée en l'honneur du premier premier ministre de la reine, Lord Melbourne, qui avait dit un jour à Victoria que c'était son nom préféré pour une fille.
La naissance d'Alice incite ses parents à rechercher un foyer plus grand. Le palais de Buckingham n'est en effet pas équipé des appartements privés dont la famille en expansion a besoin. Par conséquent, en 1844, Victoria et Albert achètent Osborne House sur l'île de Wight comme maison de vacances.

### Enfance et jeunesse
L'éducation d'Alice est conçue par son père et son proche ami le baron Stockmar. À Osborne, Alice et ses frères et sœurs apprennent des compétences pratiques telles que le ménage, la cuisine, le jardinage et la menuiserie, et reçoivent des cours quotidiens en anglais, français et allemand,. Victoria et Albert favorisent une monarchie fondée sur les valeurs familiales ; Alice et ses frères et sœurs portent quotidiennement des vêtements de la classe moyenne et dorment dans des chambres peu meublées et peu chauffées.

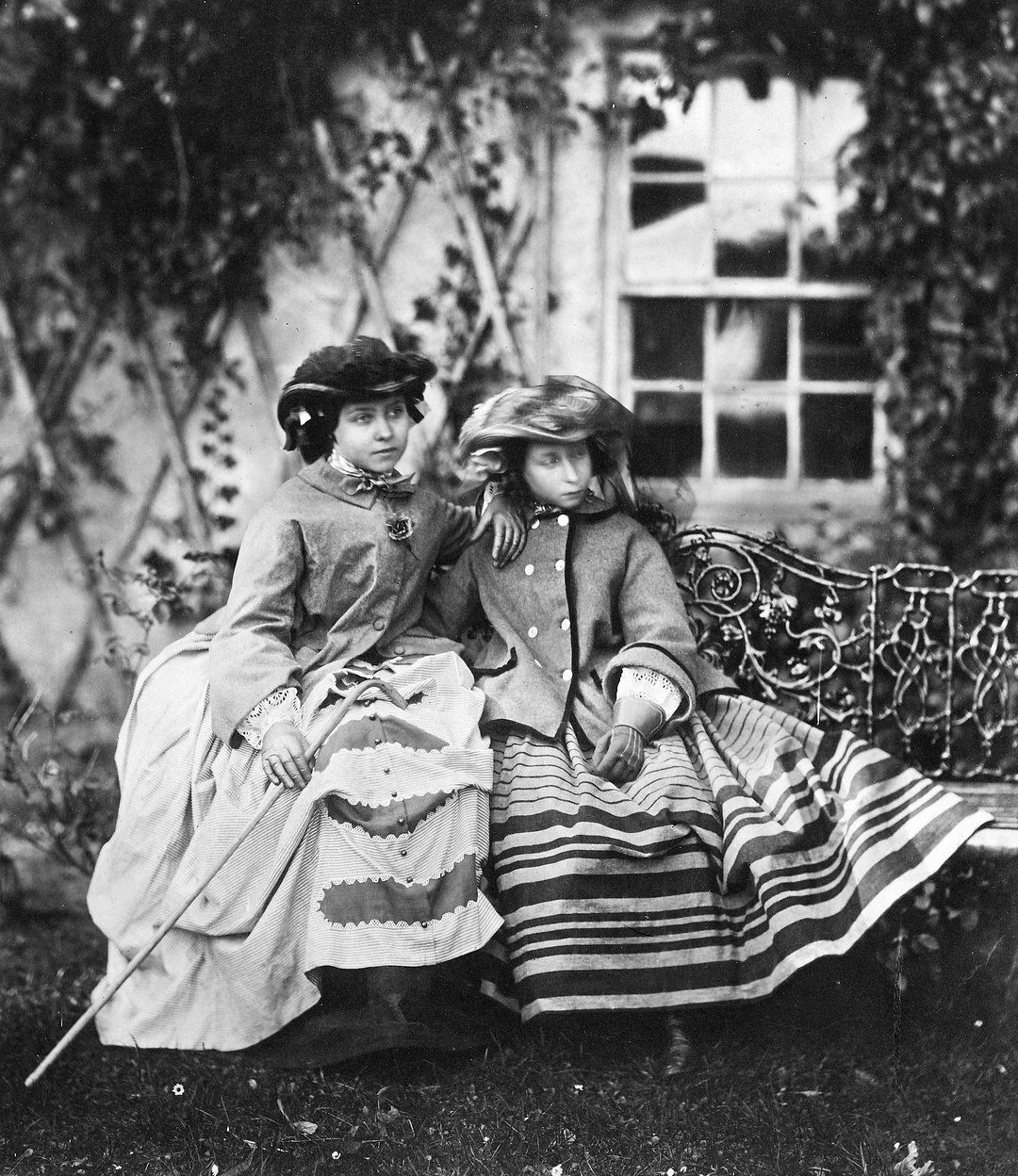
Alice (à droite) et sa sœur Victoria (à gauche) en 1856.

Alice est fascinée par le monde en dehors de la cour ; au château de Balmoral, où elle semble la plus heureuse, elle rend visite aux tenanciers vivant et travaillant sur le domaine. À une occasion, elle échappe à sa gouvernante à la chapelle du château de Windsor et s'assoit sur un banc public afin de mieux comprendre les personnes n'adhérant pas strictement au protocole royal. En 1854, lors de la guerre de Crimée, la princesse Alice, âgée de 12 ans, fait le tour des hôpitaux de Londres pour rendre visite aux soldats blessés avec sa mère et sa sœur aînée.
Elle est la plus sensible et la plus empathique de ses frères et sœurs, possédant aussi une langue acérée et un tempérament facile à provoquer. Dans son enfance, Alice noue une relation étroite avec son frère, le prince de Galles, et avec sa sœur aînée, la princesse royale. Le mariage de Victoria avec le prince Frédéric de Prusse en 1858 la bouleverse profondément.
La compassion d'Alice pour la souffrance des autres établit son rôle d'ange gardien familial en 1861 alors qu'elle n'a que 18 ans. Sa grand-mère maternelle Victoire de Saxe-Cobourg-Saalfeld meurt à Frogmore House le 16 mars 1861. Alice a passé une grande partie de son temps aux côtés de sa grand-mère, jouant souvent du piano pour elle dans le salon de Frogmore, et la soignant à travers les dernières étapes de la maladie. Après la mort de sa mère, la reine s'effondre de chagrin et s'appuie fortement sur Alice, à qui Albert donne l'instruction : "Va réconforter maman". La reine écrit à son oncle, le roi Léopold Ier de Belgique, que "la chère et bonne Alice était pleine d'intense tendresse, d'affection et d'inquiétude pour moi".

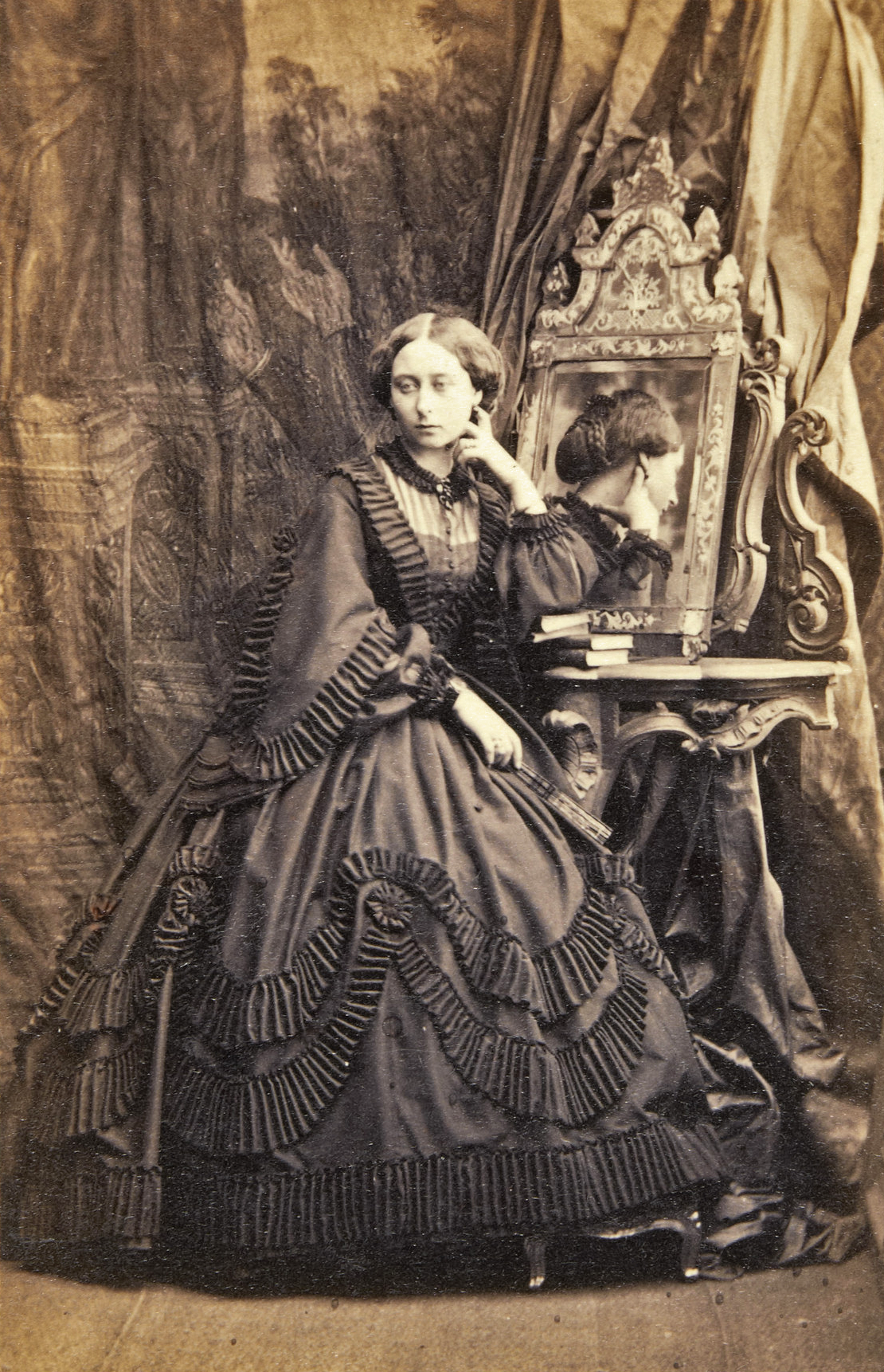
Alice photographiée par Camille Silvy en juin 1861.

Quelques mois plus tard, le 14 décembre 1861, le prince Albert meurt au château de Windsor. Tout au long de son agonie, Alice reste à son chevet, sachant s'adresser à lui avec tact et douceur, lui cachant sa peine. Alice fait appeler le prince de Galles par télégramme, à l'insu de la reine, qui refuse de l'avertir car elle lui reproche la mort d'Albert. Bouleversée, la reine s'enfonce dans un désespoir durable et ostentatoire et la cour entre dans une intense période de deuil. Alice devient la secrétaire officieuse de sa mère et, pendant les six mois suivants, la représentation physique de la monarque. Les papiers officiels de la reine vers et depuis ses ministres passent par son intermédiaire, tandis que la souveraine s'isole de toute vie publique. Alice est assistée dans cette tâche par sa sœur cadette, la princesse Louise. Bien que la princesse Helena, la sœur aînée de Louise, aurait normalement été choisie pour l'assister, son incapacité à rester longtemps sans pleurer lui est reprochée.

### Perspectives de mariage

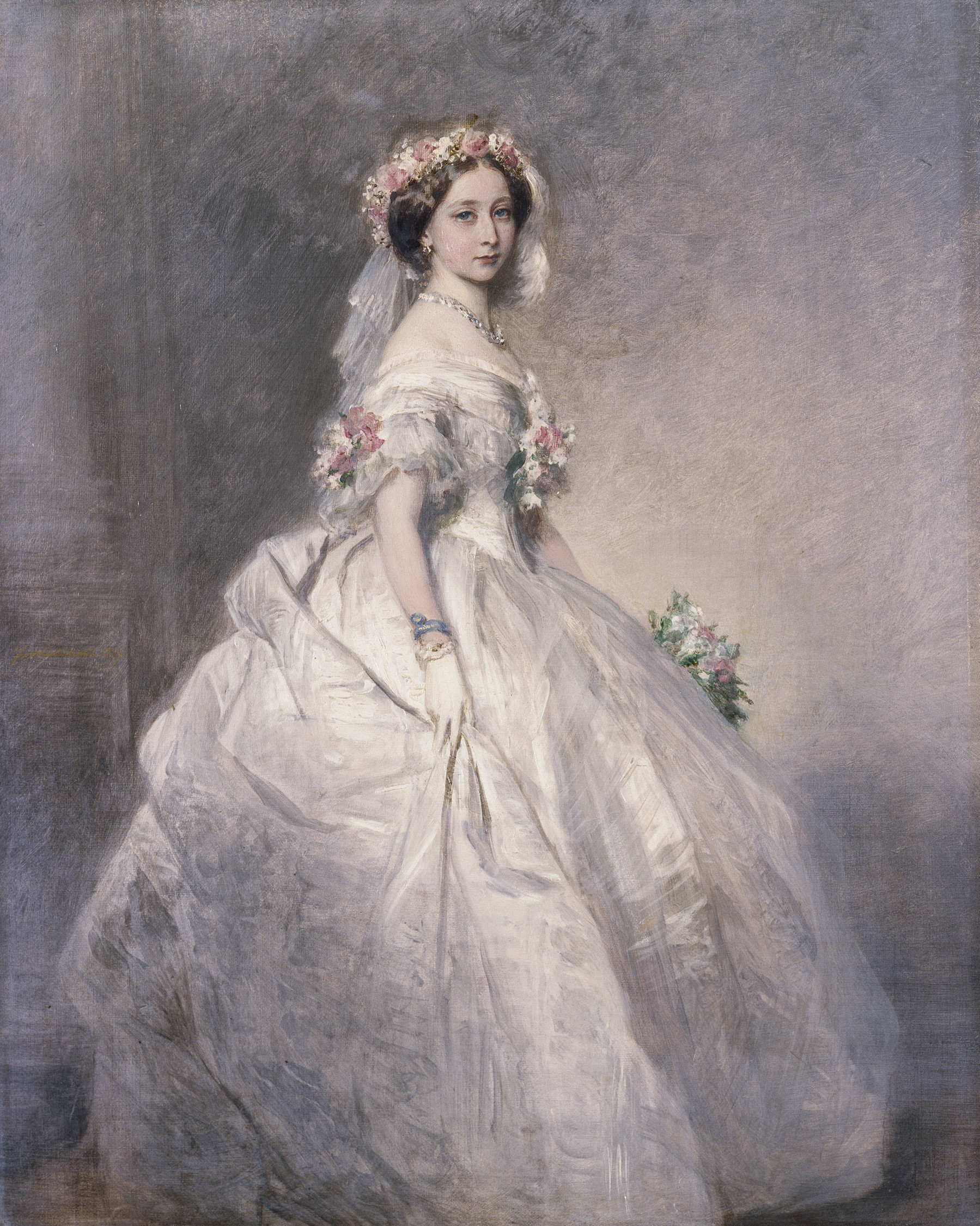
La princesse Alice en 1859.

Libéral convaincu, le prince consort Albert pense que pour éviter les révolutions, les souverains et leurs familles doivent avoir une conduite irréprochable. Pacifiste et partisan d'une Petite Allemagne, il rêve d'une Allemagne unifiée par une Prusse devenue à son tour libérale. Il considère ses enfants - notamment ses filles - comme ses ambassadeurs en Europe. Profondément uni, le couple royal britannique souhaite pour ses enfants des mariages d'inclination, mais uniquement avec leurs pairs. Aussi le mariage de leur fille aînée Victoria avec le prince royal de Prusse comble leurs vœux. La reine Victoria demande à la princesse Victoria d'établir une liste des princes allemands et européens susceptibles de convenir à sa sœur cadette Alice. Deux princes retiennent l'attention britannique. Le parti le plus brillant et le plus politique est le prince héritier Guillaume des Pays-Bas. Le projet plaît particulièrement à l'intelligente reine des Pays-Bas Sophie de Wurtemberg. Cependant, le jeune homme plaît d'autant moins à la princesse que ses penchants pour la débauche - qu'il tient de son père - sont connus. Il est tout de même invité au château de Windsor pour que la reine puisse se faire une opinion, mais le jeune homme ne montre que peu d'intérêt pour Alice, qui le juge désagréable. Le second parti retenu est le prince Albert de Prusse, neveu du roi Guillaume Ier, qui a le désavantage d'être membre d'une maison déjà alliée à celle du Royaume-Uni, ce qui aurait pu incommoder la très conservatrice et militariste classe politique prussienne. De plus, le prince Frédéric de Prusse considère que son cousin ne peut convenir "à celle qui ne mérite que le meilleur".
Les deux principaux candidats étant désormais écartés, la princesse Victoria suggère le nom du prince Louis de Hesse, neveu et héritier du grand-duc Louis III de Hesse ainsi que de la tsarine Marie de Hesse-Darmstadt. La princesse Victoria s'était rendue à la cour de Hesse quelque temps auparavant pour rencontrer la sœur de Louis, la princesse Anne, envisagée comme épouse potentielle pour son frère, le prince de Galles. Bien qu'elle n'ait pas apprécié la princesse Anne, elle a été impressionnée par Louis et son frère le prince Henri. Tous deux sont invités au château de Windsor en 1860, apparemment pour pouvoir assister aux courses d'Ascot en compagnie de la famille royale, mais en réalité, la visite est l'occasion pour la reine d'inspecter son potentiel gendre. La reine apprécie à la fois Louis et Henri, mais note à quel point Louis et Alice s'entendent bien. Lors de leur départ, Louis demande la photo d'Alice, et Alice indique clairement qu'il lui plaît.

### Fiançailles et mariage
Alice est fiancée au prince Louis de Hesse le 30 avril 1861, après le consentement de la reine. La reine persuade le premier ministre, Lord Palmerston, d'obtenir l'accord du Parlement pour qu'Alice reçoive une dot de 30 000 £. Bien que le montant soit jugé généreux, le prince Albert fait remarquer qu'"elle ne pourra pas faire de grandes choses avec" dans le petit duché de Hesse, par rapport aux richesses dont sa sœur Victoria héritera en tant que future impératrice allemande. De plus, la future résidence du couple à Darmstadt est incertaine. Bien que la reine Victoria s'attende à ce qu'un nouveau palais soit construit, les habitants de Darmstadt ne veulent pas faire face à cette dépense, et la controverse qui en résulte suscite du ressentiment. Cela signifie qu'Alice est impopulaire à Darmstadt avant même son arrivée.

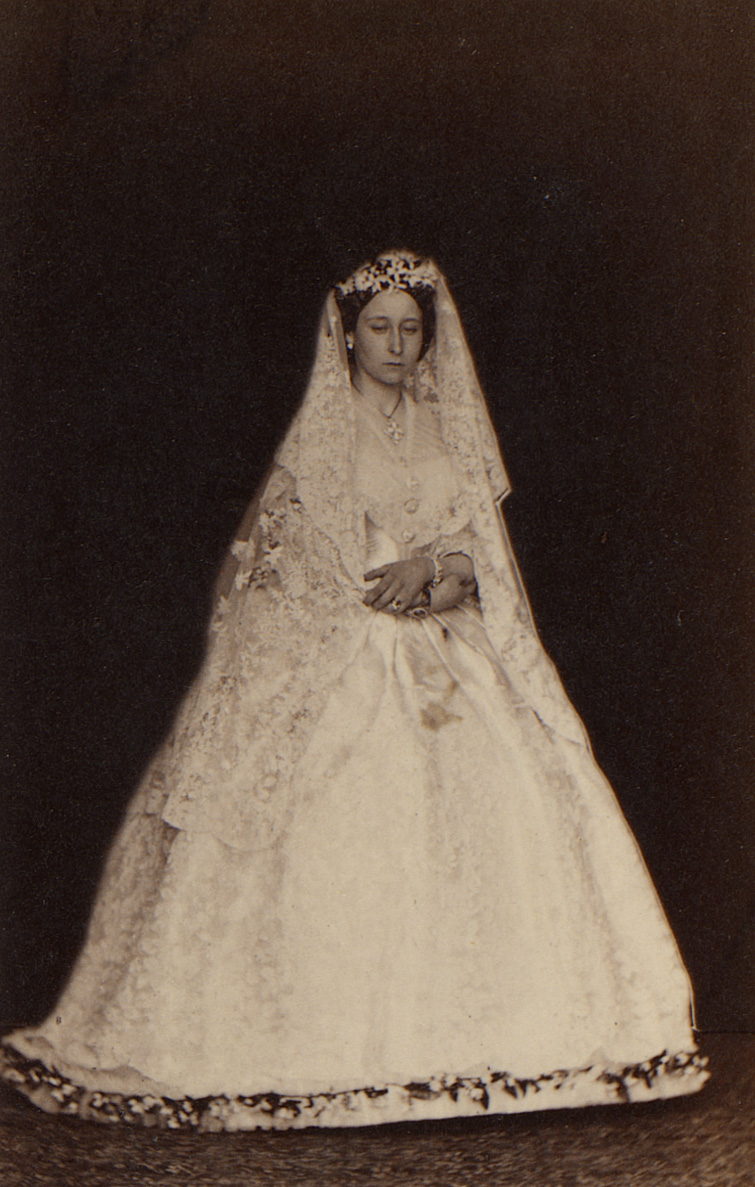
La princesse Alice le jour de son mariage.

Entre les fiançailles et le mariage, le prince Albert meurt le 14 décembre 1861. Malgré son chagrin, la reine ordonne que le mariage soit maintenu comme prévu. Le 1er juillet 1862, Alice et Louis se marient en privé dans la salle à manger d'Osborne House, transformée en chapelle temporaire. La reine, dissimulée des regards par ses quatre fils, prend place dans un fauteuil près de l'autel. Alice est conduite à l'autel par son oncle Ernest II de Saxe-Cobourg-Gotha, et est accompagnée de quatre demoiselles d'honneur : ses sœurs cadettes, les princesses Helena, Louise et Béatrice, ainsi que la sœur de Louis, la princesse Anne. Pour la cérémonie, elle porte une simple robe blanche, avec un voile de dentelle d'Honiton et une couronne de fleurs d'oranger et de myrte, mais doit porter des vêtements de deuil noirs avant et après la cérémonie. La reine peine à retenir ses larmes et le prince Alfred pleure tout au long du service. Le temps à Osborne est maussade et le vent souffle depuis la Manche. La reine écrit à sa fille aînée, Victoria, que la cérémonie était "plus un enterrement qu'un mariage", et fait remarquer à Alfred Tennyson que c'était "le jour le plus triste dont je me souvienne". La reine offre à sa fille un bracelet en or, diamants et perles, inscrit comme étant un cadeau de ses deux parents : To dear Alice from her loving parents Albert and Victoria R who though visibly parted are ever united, April 25th 1863. Parmi les autres cadeaux de mariage d'Alice se trouve un diadème conçu par le prince Albert avant sa mort. La cérémonie, décrite par Gérard Noel comme "le mariage royal le plus triste des temps modernes", se termine à 16 heures, et le couple part pour sa lune de miel à St Claire à Ryde, une maison prêtée par la famille Vernon Harcourt. L'entourage d'Alice est composé de Lady Churchill (en), du général Seymour (en) et du baron Westerweller. Alice prend soin de ne pas déplaire à la reine après son mariage. Lorsque la reine rend visite au couple à St Claire, Alice essaye de ne pas paraître "trop heureuse". Malgré cela, les démonstrations de bonheur conjugal d'Alice rendent la reine jalouse du bonheur de sa fille, et elle confie à son journal que le bonheur des nouveaux mariés lui fait mal.

### Installation à Darmstadt

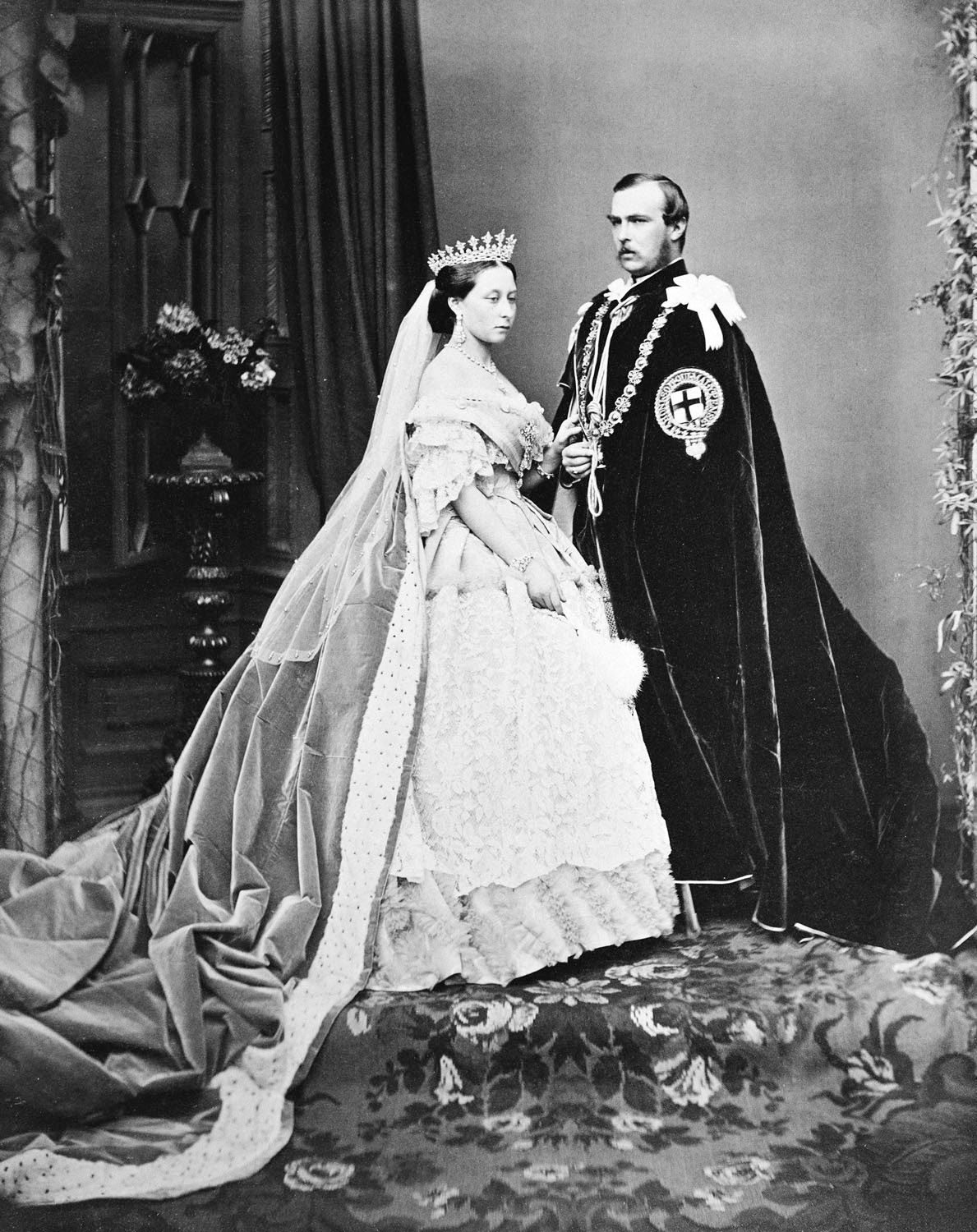
Le prince et la princesse de Hesse en mai 1863.

Veuve depuis peu, la reine Victoria semble incapable de surmonter la peine que lui cause la mort du prince-consort. Le prince Louis n'étant que second - après son père - dans l'ordre de succession au trône, la reine souhaite ouvertement que sa fille reste près d'elle. La princesse, désireuse de s'éloigner d'une mère autoritaire, de l'ambiance oppressante d'une cour en deuil et animée d'une folle envie de profiter de la vie avec son mari, argue de ses devoirs conjugaux et princiers et part pour l'Allemagne. Le couple arrive à Bingen le 12 juillet 1862 et est accueilli par une foule enthousiaste malgré une pluie battante. Après avoir été présentés aux fonctionnaires de la ville, Alice et Louis prennent un train pour Mayence avant d'embarquer sur un bateau à vapeur le long du Rhin jusqu'à Gustavsburg. De là, ils prennent un train pour Darmstadt, où ils sont accueillis avec beaucoup d'enthousiasme. Alice écrit à sa mère que "je crois que les gens n'avaient jamais réservé un accueil aussi chaleureux", tandis que sa sœur Helena écrit que 'rien n'aurait pu être plus enthousiaste que son entrée à Darmstadt″. Alice ne s'adapte pas immédiatement à son nouvel environnement. Elle a le mal du pays et n'arrive pas à réaliser qu'elle se trouve si loin de l'Angleterre et que son père n'est plus en vie pour réconforter sa mère. Toutefois, la reine confie à son journal : « Déjà près de quinze jours depuis que notre chère Alice est partie et étrange à dire, tant elle a été chère et précieuse comme réconfort et aide pour moi, elle ne me manque presque pas du tout, ou bien, je suis si complètement seule par la terrible perte d'Albert, que tout passe inaperçu ! »

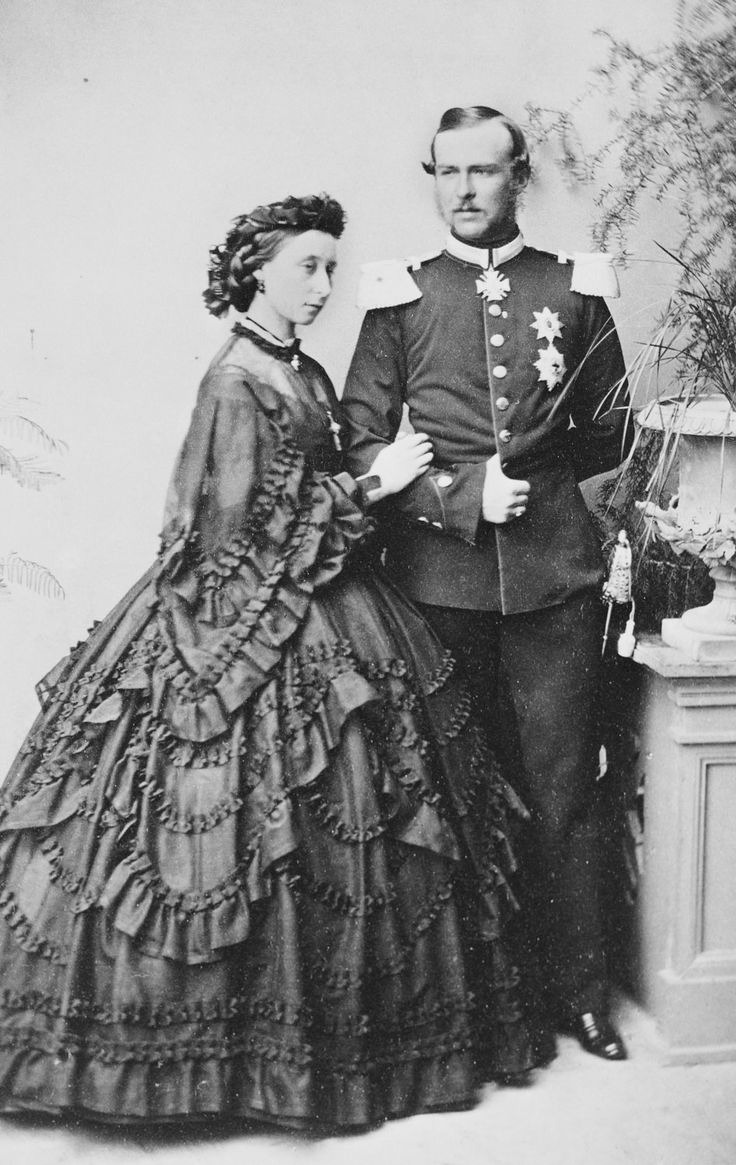
Alice et Louis en juillet 1862.

La question de la résidence d'Alice devient un problème dès son arrivée, le grand-duc ne voulant pas financer une résidence digne d'une fille de la reine Victoria avec les faibles fonds de Hesse. Le couple reçoit une maison dans le "Vieux Quartier" de Darmstadt qui donne sur la rue. Les charrettes qui passent peuvent facilement être entendues à travers les murs minces de la maison. Cependant, cela semble convenir à Alice, et elle passe autant de temps que possible en Hesse pour se familiariser avec son nouveau pays. Elle prend aussi des cours d'art avec le peintre de cour Paul Weber. La princesse goûte pleinement son bonheur conjugal et est heureuse d'attendre son premier enfant, ce que la reine ne comprend pas.
En 1863, elle se rend en Angleterre pour le mariage de son frère le prince de Galles avec la princesse Alexandra de Danemark. Alice y accouche de sa première née, Victoria, le 5 avril, en présence de la reine Victoria. L'aumônier de la cour de Darmstadt est appelé en Angleterre spécialement pour le baptême. Après leur retour à Darmstadt en mai, Alice et Louis reçoivent une nouvelle résidence, Kranichstein, au nord-est de Darmstadt. Alice y donne naissance à sa deuxième fille, Élisabeth, surnommée "Ella", le 1er novembre 1864. La relation d'Alice avec sa mère devient difficile, ce qui ne cessera pas jusqu'à sa mort. En effet, la décision d'Alice d'allaiter sa fille nouveau-née agace sa mère, qui est contre l'allaitement. La reine est encore plus contrariée quand elle réalise qu'Alice, ayant trouvé le vrai bonheur, visitera de moins en moins l'Angleterre.

### Guerre austro-prussienne

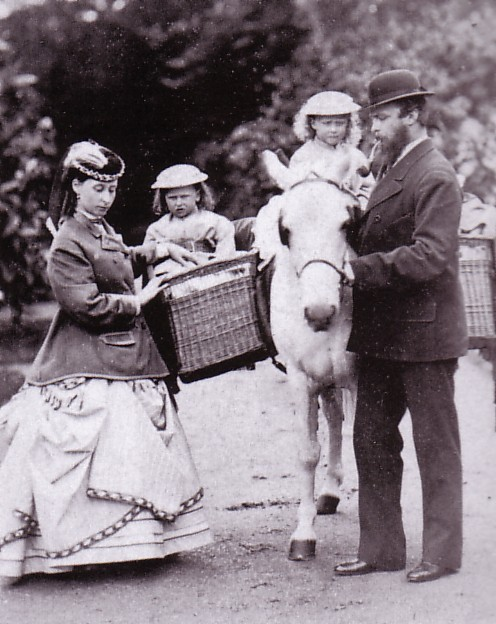
Alice et Louis avec les princesses Victoria et Élisabeth vers 1866-67.

En 1866, l'Autriche demande à la Prusse de céder l'administration du Schleswig-Holstein, jusqu'alors gouvernée conjointement par les deux puissances, à Frédéric-Auguste de Schleswig-Holstein-Sonderbourg-Augustenbourg. La Prusse refuse et Otto von Bismarck envoie des troupes dans le Holstein sous administration autrichienne. Cela provoque la guerre entre l'Autriche et la Prusse, et la Hesse se range du côté des Autrichiens, faisant techniquement d'Alice et de sa sœur Victoria des ennemies.
Alice, enceinte de son troisième enfant, voit Louis partir commander la cavalerie de Hesse et envoie ses filles auprès de la reine Victoria. Alice et Louis communiquent beaucoup pendant la guerre, Alice exhortant Louis à ne pas prendre trop de risques et Louis lui disant de ne pas s'inquiéter. Malgré sa grossesse, elle accomplit les devoirs attendus de son sexe et de son rang, et renoue avec sa vocation d'infirmière en confectionnant des pansements pour les troupes et en préparant des hôpitaux. Le 11 juillet, elle donne naissance à une princesse qui reçoit un prénom inusité dans les familles royales mais porteur de symbole : Irène.
Les troupes prussiennes sont sur le point d'entrer dans Darmstadt, et elle supplie le grand-duc de se rendre aux conditions de la Prusse. Cela provoque la fureur du prince Alexandre de Hesse-Darmstadt, farouchement anti-prussien, mais Alice réalise que les États allemands conquis formeraient probablement une union qu'elle, comme sa sœur Victoria, soutient. La panique s'empare de Darmstadt, les régiments fuyant leurs postes, ne laissant que les sentinelles du palais pour défendre la ville. Finalement, un armistice entre la Prusse et la Hesse est conclu, et Louis écrit qu'ils sont désormais en sécurité. Il retrouve Alice de manière inattendue dans la rue, et ils rendent visite aux blessés ensemble. Les Prussiens entrent dans Darmstadt et Alice consacre une grande partie de son temps aux malades et aux blessés. Elle est une amie de Florence Nightingale, qui collecte et envoie de l'argent depuis l'Angleterre, et Alice utilise ses conseils en matière d'hygiène dans les hôpitaux.
Bien qu'elle soit soulagée que la guerre soit terminée, Alice est consternée par le comportement des troupes prussiennes en Hesse. De plus, Berlin confisque les chemins de fer et les systèmes télégraphiques du grand-duché et impose à la Hesse trois millions de florins d'indemnité. Alice écrit à sa mère, qui intercède en sa faveur auprès de la princesse Victoria, qui répond qu'elle ne peut rien faire pour soulager la "position douloureuse et pénible dans laquelle se trouvait ma chère Alice", car c'est "l'un des résultats inévitables de cette terrible guerre.". C'est le tsar Alexandre II de Russie qui exhorte le roi Guillaume Ier de Prusse à permettre au grand-duc de conserver son trône. Le fait que la tsarine Marie de Hesse-Darmstadt soit la sœur du grand-duc et que la sœur d'Alice soit la princesse héritière de Prusse influence probablement la générosité du souverain. Cependant, Alice est irritée par une visite de la princesse Victoria dans la région conquise de Hombourg, faisant à l'origine partie de la Hesse, peu de temps après qu'elle soit devenue un territoire prussien.

### Convictions religieuses
Alice développe une amitié avec le théologien David Strauss. C'est une figure controversée de l'époque, en effet, en 1835, il a publié Das Leben Jesu, qui soutient que les miracles de Jésus sont des mythes non factuels et que la Bible ne peut pas être littéralement interprétée comme la parole de Dieu, une vision proche de l'hérésie dans les cercles orthodoxes. Le point de vue d'Alice est similaire à celui de Strauss, et elle croit que la société victorienne contemporaine présente Dieu d'une manière qui serait "méconnaissable pour les premiers chrétiens". Strauss offre également à Alice une complicité intellectuelle que son mari ne peut lui fournir, et il est régulièrement invité au Nouveau Palais. L'amitié s'épanouit, et Strauss est présenté à la sœur d'Alice, Victoria, et son beau-frère, Frédéric de Prusse, qui l'invite à Berlin. En 1870, Strauss veut dédier à Alice son nouvel ouvrage, Lectures sur Voltaire, mais n'ose pas lui demander, et elle lui en épargne le besoin en lui demandant de le lui dédier. Cependant, cette relation met en colère l'impératrice Augusta de Saxe-Weimar-Eisenach, qui qualifie Alice de "complètement athée".

### Difficultés familiales
L'héritier tant attendu, Ernest-Louis, dit Ernie, naît en 1868, suivi d'un second garçon en 1870, Frédéric, dit Frittie. En 1872 et 1874 naissent deux autres filles, Alix, surnommée Alicky, et Marie.
En 1871, c'est encore la princesse Alice qui prend soin de sa mère malade et dépressive. Cependant, tout comme ses frères et sœurs, elle est choquée par la relation qu'entretient la reine avec un de ses serviteurs écossais, John Brown, relation qui fait jaser la presse et les clubs où les lords surnomment la reine "Mrs Brown". La tension arrive à un tel point que pendant deux ans la reine refuse de recevoir la famille de Hesse lors de ses villégiatures à Balmoral et Osborne. De même, la princesse ne comprend pas que sa mère puisse autoriser le mariage de sa sœur Louise avec un duc écossais, fût-il issu de la plus ancienne famille et le plus important propriétaire d'Écosse.
Le 29 mai 1873, victime d'une chute sans gravité alors qu'il joue avec son frère aîné, le prince Frédéric, âgé de trois ans, meurt le jour même des suites d'une hémorragie. Le petit prince était atteint d'hémophilie, qu'Alice a hérité de sa mère. Le prince Léopold, atteint de la même maladie, console sa sœur avec une tendre franchise, l'assurant que son enfant a échappé à une vie remplie de frustration. Alice ne se remet pas de la mort de son fils préféré, écrivant à sa mère deux mois plus tard : "Je suis contente que vous ayez une petite photo colorée de mon chéri. Je me sens plus misérable et plus triste que jamais et il me manque tellement, continuellement.".

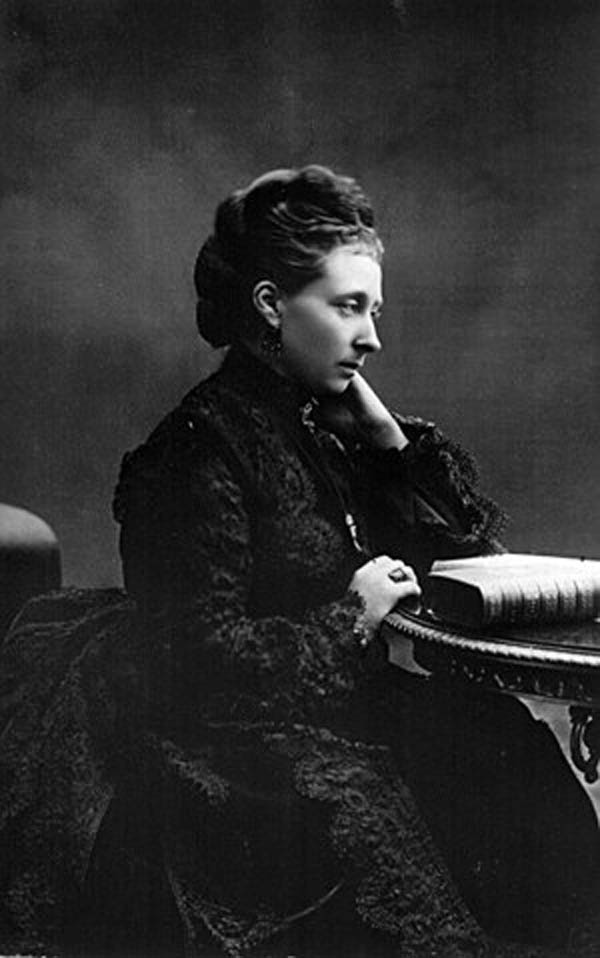
Alice vers 1869.

Cependant, l'attention de la reine est retenue par les fiançailles de son fils le prince Alfred avec la grande-duchesse Maria Alexandrovna de Russie, fille unique du tsar Alexandre II et de la tsarine Marie de Hesse-Darmstadt. Nièce par alliance de l'impératrice de Russie, la princesse Alice commet ses bons offices pour favoriser l'union de son frère. La reine Victoria éprouve un profond mépris pour les Russes qu'elle considère comme des barbares, pour le tsar dont les armées ont "toujours combattu les nôtres" et pour la religion orthodoxe qui produit des popes "sales et barbus". De plus, le tsar refuse de présenter sa fille pour une inspection pré-mariage en Angleterre et invite plutôt la reine à rencontrer sa famille en Allemagne. Alice appuie cette suggestion, et le jour même où elle écrit à la reine à quel point Frédéric lui manque, sa mère lui écrit en des termes cinglants : "Vous avez entièrement pris le parti russe, et je ne pense pas, chère enfant, que vous devriez me dire ce que je dois faire.". Cependant, avec l'aide de sa sœur, le jeune prince parvient à ses fins même si la reine ne se déplace pas à Saint-Pétersbourg lors de la célébration des noces le 23 janvier 1874.
Après la mort de Frédéric, Alice s'attache plus étroitement à son seul fils survivant, Ernest, et à sa fille nouveau-née, Marie. En 1875, elle reprend ses fonctions publiques, y compris la collecte de fonds, le travail médical et social, qui ont toujours retenu son intérêt. Elle entretient une correspondance active avec la réformatrice sociale Octavia Hill. Cependant, au cours de ces années, ses relations avec son mari se détériorent. À la fin de 1876, elle se rend en Angleterre pour se faire soigner en raison d'une maladie causée par une courbure arrière de l'utérus et reste au château de Balmoral pendant qu'elle se rétablit. De Balmoral, elle écrit à son mari, critiquant la puérilité de ses lettres : " si mes enfants m'écrivaient des lettres aussi puériles, que de courts récits d'où et de ce qu'ils ont mangé ou où ils ont été, etc., et aucune opinions, observations et remarques, je serais surprise, et combien plus quand c'est vous ! ". Le 3 octobre 1876, elle écrit une autre lettre désespérée à Louis :
« J'aspirais à une vraie complicité, car à part ça la vie n'avait rien à m'offrir à Darmstadt… Alors naturellement, je suis amèrement déçue de moi-même quand je regarde en arrière, et que je vois qu'en dépit de grandes ambitions, de bonnes intentions et de réels efforts, mes espoirs ont pourtant été complètement anéantis… Vous dites, mon cher, que vous ne m'auriez jamais causé intentionnellement des soucis… Je regrette seulement l'absence de toute intention ou désir - ou plutôt de perspicacité - d'être plus à moi, et cela ne veut pas dire passer tout votre temps avec moi, sans vouloir partager quoi que ce soit avec moi en même temps. Mais j'ai tort de parler de ces choses. Vos lettres sont si adorables et gentilles - mais si vides et nues - je sens à travers elles que j'ai moins à vous dire qu'à toute autre personne. Pluie - beau temps - choses qui se sont passées - c'est tout ce que j'ai à vous dire - tellement mon vrai moi, ma vie la plus intime, est complètement coupé de la vôtre… J'ai essayé encore et encore de vous parler de choses plus sérieuses, quand j'en ai ressenti le besoin - mais nous ne nous rencontrons jamais - nous nous sommes développés séparément… Je vous aime aussi très fort, mon époux chéri, et c'est pourquoi il est si triste de sentir que notre vie est pourtant si incomplète… »
Le lendemain, Alice écrit une lettre beaucoup plus courte à Louis dans laquelle elle dit attendre leurs retrouvailles avec impatience et espère que "ma lettre ne vous a pas affligé - mais il vaut mieux être tout à fait honnête sur tous ses sentiments". Malgré leurs problèmes conjugaux, Alice reste un fervent soutien de son mari, et est très critique lorsque ses capacités ou ses talents ne sont pas pleinement reconnus.

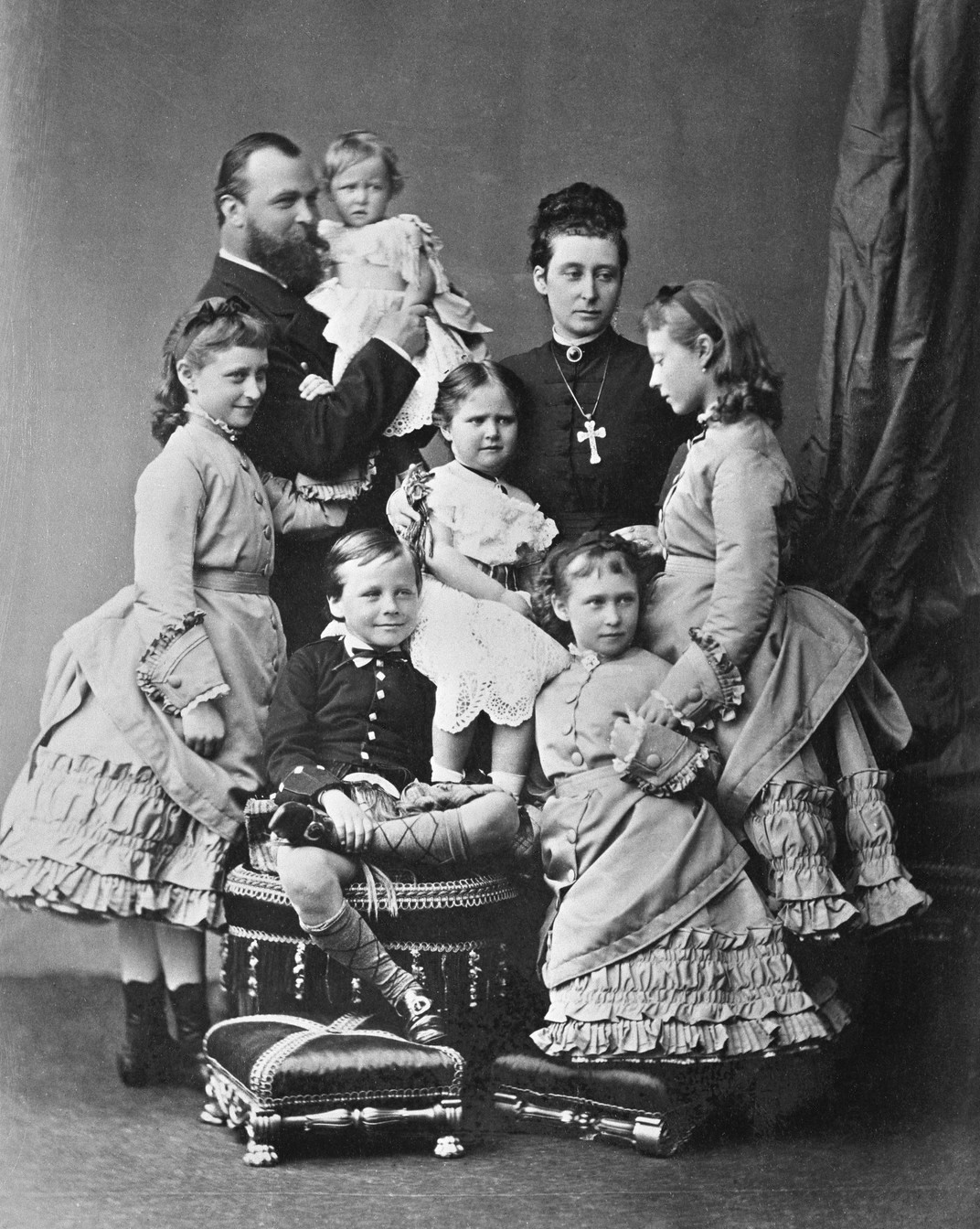
La famille princière de Hesse en 1876.

Le 20 mars 1877, le père de Louis, le prince Charles de Hesse-Darmstadt décède, faisant de Louis l'héritier présomptif. Le 13 juin de la même année, le frère aîné de Charles, le grand-duc Louis III de Hesse meurt et Louis et Alice deviennent le grand-duc et la grande-duchesse de Hesse. Son impopularité persistante à Darmstadt, cependant, associée au fait que sa mère ne veut pas d'elle en Angleterre, provoque des tensions, et elle et ses enfants passent les mois de juillet et août à Houlgate, en Normandie, où Louis leur rend souvent visite. Elle est blessée par sa réputation à Darmstadt, et elle devient de plus en plus amère envers le grand-duché ; Louis lui écrit en août 1877 en exprimant l'espoir que "l'amertume de l'eau salée chassera l'amertume que vous ressentez encore contre Darmstadt. Cela gâcherait mon bonheur de vous revoir.". Alice prend la lettre à cœur et répond : "Je ne vous dirai certainement rien sur Darmstadt quand vous viendrez… Je n'ai aucune intention de dire quoi que ce soit de désagréable, encore moins à vous. Vous secouez tout ce qui est désagréable comme un caniche s'ébroue près de la mer - les natures comme la vôtre sont les plus heureuses en elles-mêmes, mais elles ne sont pas faites pour aider, réconforter et conseiller les autres, ni pour partager avec les autres la chaleur du midi ou la fraîcheur du soir, avec perspicacité, compréhension et sympathie.". En réponse, Louis envoie une lettre qui "fait pleurer Alice", et après cela, les lettres d'Alice à Louis sont plus encourageantes, l'assurant de sa capacité à prendre des décisions par lui-même.
Le retour d'Alice et Louis à Darmstadt est accueilli avec des célébrations auxquelles Alice ne s'attendait pas. Cependant, elle trouve ses tâches écrasantes, écrivant à sa mère qu'elle "appréhende tout". Alice utilise son nouveau rôle pour réformer les conditions sociales de Darmstadt, mais trouve la responsabilité d'être la Landesmutter ardue. Dans une autre lettre à sa mère, elle écrit que ses devoirs sont "plus qu'elle ne peut supporter à long terme". Alors qu'elle tente de s'impliquer dans les arts et les sciences et de s'éloigner du protocole de la haute-société, elle continue à ressentir le poids de ses devoirs. Elle est bouleversée par une rumeur selon laquelle elle était autrefois désagréable avec la tante de Louis, la grande-duchesse Mathilde de Bavière, et elle est blessée par une lettre acerbe de la reine Victoria. Alice se plaint à Louis que la lettre "m'a fait pleurer de colère… J'aimerais être morte et il ne faudra probablement pas longtemps avant que je donne ce plaisir à maman". Cependant, aucune mention n'est faite de ce qui a provoqué cette explosion de colère.
Lors de la guerre russo-turque de 1877-1878, le tsar Alexandre II de Russie demande à la princesse d'intercéder en sa faveur auprès de la cour britannique, l'assurant de ses intentions pacifiques. En effet, première puissance maritime d'Europe, l'Angleterre refuse à la flotte russe de la mer Noire l'accès à la mer Egée. La grande-duchesse se fait vertement tancer par sa mère qui - contrairement à son ministre Disraeli - prône la guerre.
Noël 1877 offre un répit à Alice, alors que toute la famille se réunit à nouveau, et elle gâte ses plus jeunes filles, Alix et Marie. Elle est trop épuisée pour assister au mariage de sa nièce, la princesse Charlotte de Prusse, à Berlin, en janvier 1878. À l'automne 1878, la reine Victoria invite la famille grand-ducale à Eastbourne, où ils séjournent dans une maison sur Grand Parade. Alice fait diverses apparitions officielles lors de ce voyage et rend visite à sa mère à Osborne avant de retourner à Darmstadt à la fin de l'année 1878.

### Mort
En novembre 1878, la maison grand-ducale est victime d'une épidémie de diphtérie. La fille aînée d'Alice, Victoria, est la première à tomber malade, se plaignant d'un torticolis dans la soirée du 5 novembre. La diphtérie est diagnostiquée le lendemain matin, et bientôt la maladie se propage à Alix, Marie, Irène, et Ernest-Louis. Son mari est infecté peu de temps après. Élisabeth est la seule à ne pas tomber malade, ayant été envoyée par Alice au palais de sa belle-mère la princesse Élisabeth de Prusse.
L'état de Marie s'aggrave le 15 novembre et Alice est appelée à son chevet, mais au moment où elle arrive à ses côtés, Marie est morte étouffée. Alice, désespérée, écrit à la reine Victoria que "la douleur est au-delà des mots". Alice garde secrète de ses enfants la triste nouvelle pendant plusieurs semaines, mais elle l'annonce finalement à Ernest-Louis début décembre. Sa réaction est encore pire qu'elle ne l'a prévu, car il refuse d'abord d'y croire. N'écoutant que son amour maternel, Alice enfreint sa règle concernant le contact physique avec les malades et l'embrasse. Au début, Alice ne tombe pas malade. Elle rencontre sa sœur Victoria alors que cette dernière traverse Darmstadt sur son chemin vers l'Angleterre, et elle écrit à sa mère avec "un soupçon de gaieté retrouvée" le même jour. Cependant, le samedi 14 décembre, jour anniversaire de la mort de son père, elle tombe gravement malade. Ses derniers mots sont "Dear papa", avant de devenir inconsciente à 2 h 30 du matin. Elle meurt juste après 8 h 30. Alice est inhumée le 18 décembre 1878 au mausolée grand-ducal de Rosenhöhe à l'extérieur de Darmstadt, avec le drapeau britannique drapé sur son cercueil. Un monument à la mémoire d'Alice et de Marie y est érigé par Joseph Boehm.
Elle est le premier enfant de la reine Victoria à mourir, sa mère lui survivant plus de vingt ans. Victoria note la coïncidence des dates de la mort d'Albert et Alice comme "presque incroyable et des plus mystérieuse". Écrivant dans son journal le jour de la mort d'Alice, la souveraine évoque les récentes souffrances de la famille : "Ce jour terrible revient !". Choquée par le chagrin, elle écrit à sa fille la princesse Victoria : "Ma précieuse enfant, qui s'est tenue à mes côtés et m'a soutenu il y a dix-sept ans, prise le même jour, et par une maladie si terrible et effrayante… Elle avait la nature de papa chéri, et une grande partie de son abnégation et de son dévouement intrépide et entier au devoir !". L'animosité que Victoria avait envers Alice ne semble plus présente. La princesse Victoria exprime son chagrin à sa mère dans une lettre de 39 pages et pleure profondément Alice, la sœur dont elle était la plus proche. Cependant, elle et son mari sont interdits d'assister aux funérailles par l'empereur Guillaume Ier, qui s'inquiète pour leur sécurité. Le décès d'Alice est durement ressenti par le reste de la famille royale, notamment par son frère et sa belle-sœur, le prince de Galles et Alexandra de Danemark. La princesse de Galles, lors de sa rencontre avec la reine après la mort d'Alice, s'exclame "J'aurais aimé mourir à sa place". Le Prince, quant à lui, écrit au comte Granville qu'Alice "était ma sœur préférée. Si bonne, si gentille, si intelligente ! Nous avions traversé tant de choses ensemble…".
The Times écrit : "Les plus humbles des gens ont estimé qu'ils avaient une parenté de nature avec une princesse qui était le modèle de la vertu familiale en tant que fille, sœur, épouse et mère… Ses abondantes vertus recherchaient des personnes à aider dans la grande misère anonyme de la détresse humaine". The Illustrated London News écrit que "la leçon de la vie de la défunte princesse est aussi noble qu'évidente. La valeur morale est bien plus importante qu'une position élevée".

## Postérité

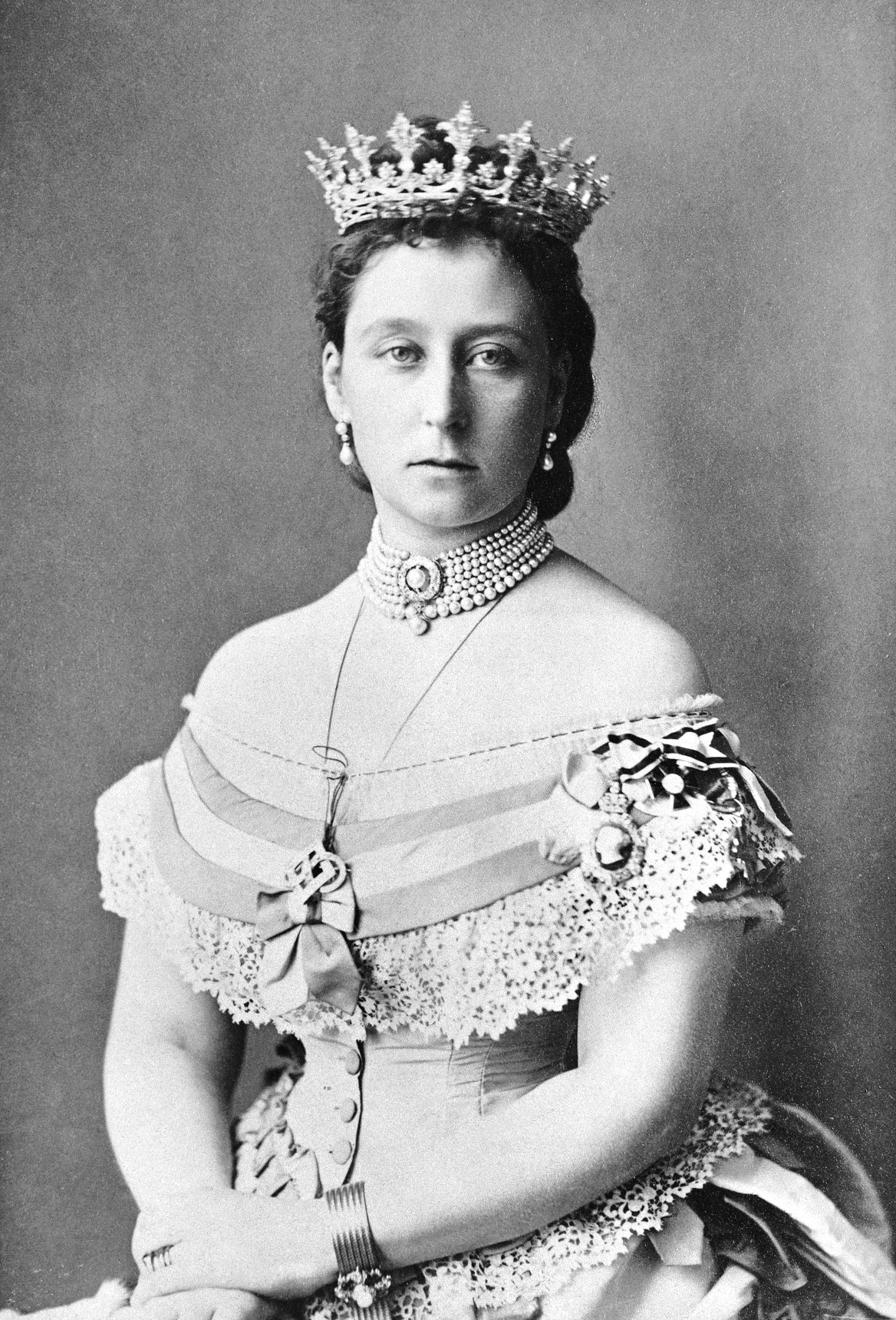
La princesse Alice en 1871.

À partir de 1863, Alice s'engage dans la santé publique et notamment dans l'amélioration des conditions d'hygiène des femmes venant d'accoucher. Elle fonde, avec Luise Büchner, le Alice-Frauenverein für Krankenpflege (Association Alice pour les soins aux malades) qui propose des cours gratuits en soins infirmiers, indépendamment des instances religieuses, et font de cette fonction, jusque là caritative, une profession salariée pour les femmes,. 
Alice fonde l'Alice-Hospital à Darmstadt en 1869, pour soigner les malades et les blessés de la ville. L'organisation continue à prospérer longtemps après sa mort, et en 1953, son petit-fils Louis Mountbatten donne une conférence sur l'hôpital. Il y fait l'éloge d'Alice, disant que "pour elle le point de départ est toujours resté un être humain qui était malade et avait besoin d'aide, et ses besoins en temps de guerre et de paix. À ses côtés se tenait la personne prête à aider, souhaitant améliorer ses conditions de vie et pouvant à cet effet s'appuyer sur une organisation de plus en plus rationalisée.". Parmi les autres établissements fondés par Alice er Luise Büchner se trouve également l'association Verein für Förderung weiblicher Industrie, dans le but d'éduquer les femmes. Ces organisations sont particulièrement actives et importantes pendant la guerre austro-prussienne, mais le temps qu'Alice leur consacre agace son mari, qui les considère comme prenant le temps de sa femme à ses dépens.
En 1872, à l'invitation d'Alice et Luise Büchner, la première Assemblée générale des associations allemandes de femmes et d'emploi (Generalversammlung deutscher Frauen- und Erwerbsvereine) a lieu à Darmstadt.
Les descendants d'Alice continuent à jouer un rôle important dans l'histoire. Sa quatrième fille, Alix, épouse le tsar Nicolas II de Russie, transmettant le gène de l'hémophilie de sa mère à son fils unique, le tsarévitch Alexis Nikolaïevitch. Alix, son mari et ses enfants sont tués par les bolcheviks à Iekaterinbourg à l'été 1918, seize mois après la Révolution de Février et l'abdication de Nicolas. Sa deuxième fille, Élisabeth, épouse du grand-duc Serge Alexandrovitch de Russie, devient religieuse après son assassinat en 1905, et connaît le même sort, étant tuée par les bolcheviks au lendemain de la mort de l'ancien tsar et de la tsarine. Louis Mountbatten, fils de la fille aînée d'Alice, Victoria, est le dernier vice-roi des Indes. Il est assassiné par l'IRA en 1979. Le prince Philip de Grèce et Danemark, son arrière-petit-fils par la princesse Alice de Battenberg, fille de Victoria, épouse Élisabeth II du Royaume-Uni.

## Titulature
- 1843-1862 : Son Altesse Royale la princesse Alice du Royaume-Uni
- 1862-1877 : Son Altesse Royale la princesse Louis de Hesse-Darmstadt
- 1877-1878 : Son Altesse Royale la grande-duchesse de Hesse-Darmstadt

## Distinctions
- 31 mai 1864 : dame grand-croix de l'ordre de Sainte-Catherine
- 26 juin 1871 : Croix du mérite pour les femmes et les filles (Royaume de Prusse)
- 1er janvier 1878 : Dame de l'ordre de la Couronne d'Inde
- Dame de l'ordre royal de Victoria et Albert